# NGC 5539
NGC 5539 é uma galáxia espiral (S  M) localizada na direcção da constelação de Boötes. Possui uma declinação de +08° 10' 43" e uma ascensão recta de 14 horas, 17 minutos e 37,7 segundos.
A galáxia NGC 5539 foi descoberta em 24 de Abril de 1830 por John Herschel.